# Acil-(proteína-transportadora-de-acilo) desaturasa
La acil-[proteína-transportadora-de-acilo] desaturasa o acil-PTA desaturasa (EC 1.14.19.2) es una enzima que cataliza la siguiente reacción química:
Por lo tanto los tres sustratos de esta enzima son estearoil-(proteína-transportadora-de-acilo), un aceptor de electrones reducido, y oxígeno, mientras que sus tres productos son oleoil-(proteína-transportadora-de-acilo), el aceptor de electrones oxidado y agua.

## Clasificación
Esta enzima pertenece a la familia de las oxidorreductasas, más específicamente a aquellas oxidorreductasas que actúan sobre un par de dadores de electrones, y con la reducción o incorporación de oxígeno molecular. De la oxidación del par de dadores, se produce la formación de agua.

## Nomenclatura
El nombre sistemático de esta clase de enzimas es acil-[proteína-transportadora-de-acilo], dador-de-hidrógeno:oxígeno oxidorreductasa. Otros nombres de uso común pueden ser: Estearil proteína transportadora de acilo desaturasa, estearil-PTA desaturasa y acil-PTA desaturasa.

## Mecanismo
El mecanismo preciso de esta clase de enzimas aún no se conoce, sin embargo, recientes estudios utilizando el efecto cinético isotópico sugieren que el paso limitante de velocidad es la remoción del hidrógeno proveniente del carbono más cercano al grupo carboxilo, el grupo dihierro se mueve a través de un intermediario peroxo el cual luego puede deshidratar el intermediario alcohol de vida corta, liberando agua. Hay una gran variedad de enzimas específicas de este tipo que atacan utilizando este mecanismo, pero a diferentes puntos sobre la cadena carbonada de sus respectivos ácidos grasos.

## Papel biológico
Esta enzima participa en la biosíntesis de ácidos grasos poliinsaturados. Utiliza una ferredoxina como cofactor.
Esta familia de enzimas se encuentran sólo en los plástidos de las plantas superiores, lo que las diferencia de otras desaturasas tales como las acil-lípido desaturasas y las acil-CoA desaturasas.
El rol regioespecífico de la estearoil-PTA desaturasa es la iniciación de múltiples desaturaciones llevadas a cabo por diferentes acil-lípido desaturasas. El ácido oleico que se forma en esta reacción luego es transportado ya sea al tilacoide o al citoplasma para completar su desaturación.

## Estudios estructurales
Hasta el año 2007, se habían resuelto cinco estructuras para esta clase de proteínas, las cuales tienen los códigos de acceso ap PDB siguientes: 1OQ4, 1OQ7, 1OQ9, 1OQB, y 1ZA0.

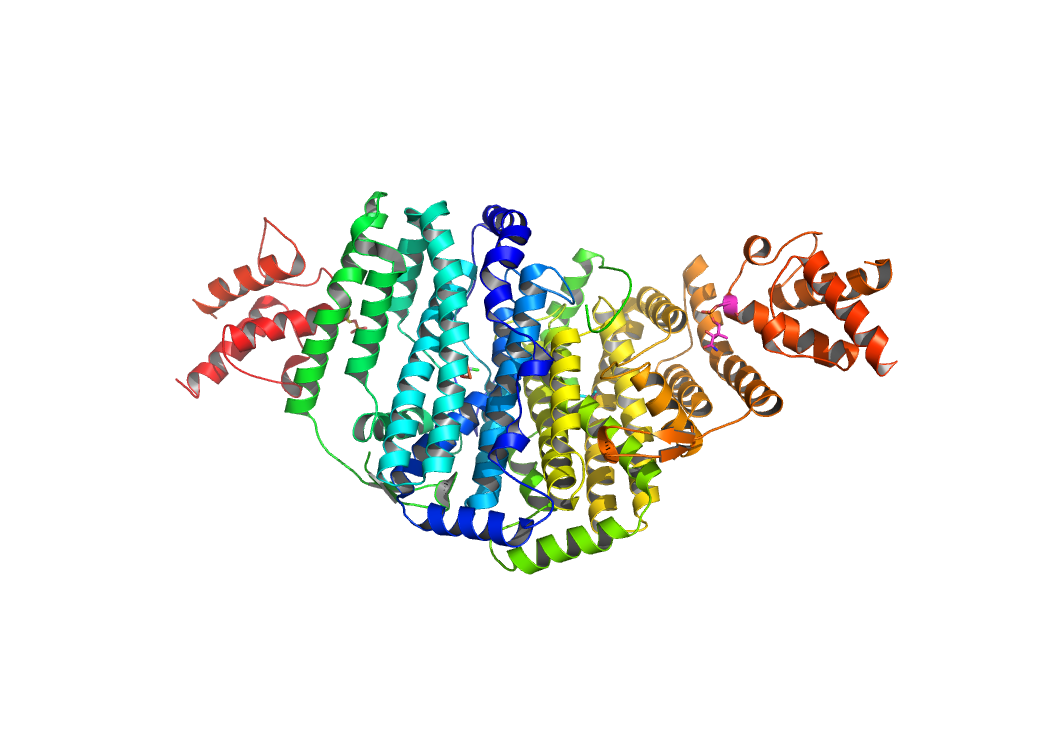
Estearoil-PTA desaturasa completamente unida, estructura renderizada a partir de PDB.

Las estructuras 2XZ0 y 2XZ1 muestran los dramáticos cambios conformacionales de esta enzima cuando se encuentra unida (2XZ1) y desunida (2XZ0). En su forma de dímero, la cadena del ácido graso se une a una hendidura hidrofóbica en la interfaz entre los dos monómeros. Este canal central se encuentra duplicado por sitios de unión para los donantes de electrones en el otro lado.
La estabilización del elemento dihierro requerido para catalizar la reacción ha sido un tema de particular interés. Diferentes estudios cristalográficos sugieren que los grupos hierro se encuentran fijados en su lugar dentro de la desaturasa utilizando aspartato y glutamato. Se encontró que una estructura tipo aspartato-X-X-histidina parece ser un motivo común en varias especies de plantas. Interesantemente, esta familia de desaturasas, puede ser a su vez dividida en varios grupos de acuerdo al motivo de consenso utilizado para sostener los clúster de hierro en su lugar. Un tipo particular son las desaturasas solubles, las cuales utilizan grupos ácido carboxílico, aunque en algunas es posible encontrar histidinas en su lugar.
Las desaturasas ricas en histidina, tienden a ser proteínas integrales de membrana.
Los estudios estructurales sugieren fuertemente que la forma animal de esta enzima (estearoil-proteína-transportadora-de-acilo desaturasa) es evolutivamente divergente de las formas encontradas en plantas y hongos. Lo cual es esperable, ya que los papeles que desempeñan en cada uno estas enzimas son diferentes. Por ejemplo, en insectos, la desaturasas es crítica para la formación de ceramidas, y para las moléculas de señalización complejas llamadas feromonas,, mientras que, en hongos, la función de esta enzima, y la concentración de lípidos insaturados, se encuentra regulada en respuesta a una función de la temperatura de crecimiento, controlando la fluidez de membrana de las células.

## Potencial importancia industrial
Esta clase de enzimas desempeña un papel crítico en la biosíntesis de ácidos grasos insaturados en las plantas. El aspecto más interesante de esta clase de enzimas es su especificidad. Un tema común en las más recientes investigaciones ha sido el identificar desaturasas poco comunes en diferentes plantas y aislar el correspondiente código genético. En particular, este código puede ser introducido en células modelo, tales como E. coli, y potenciarlas por medio de ingeniería metabólica para alterar la composición de aceites producidos por estas células modelo.
Esto se puede convertir en una empresa particularmente lucrativa, si resulta posible sintetizar exitosamente los ácidos grasos omega-3 u otros productos nutracéuticos fabricados a partir de ácidos grasos saturados básicos, y extraerlos de sus respectivos anfitriones.